# 富田林市立久野喜台小学校
富田林市立久野喜台小学校（とんだばやししりつ くのきだいしょうがっこう）は、大阪府富田林市久野喜台一丁目にある公立小学校。

## 沿革
- 1969年（昭和44年）4月1日 - 富田林市立高辺台小学校から分離して開校。

## 通学区域
- 久野喜台二丁目、久野喜台一丁目、五軒家一丁目及び二丁目（一丁目451番地、1276から1284番地、1285番地の1、1317から1319番地を除く）、加太一丁目から三丁目、青葉丘、新青葉丘町[1]

※卒業後は基本的に富田林市立金剛中学校又は富田林市立葛城中学校に進学する。